# Agnus Dei
En el cristianisme, Agnus Dei (Anyell de Déu) es refereix a Jesucrist en el seu rol d'ofrena en sacrifici pels pecats dels homes, a semblança de l'anyell que era sacrificat pels jueus durant la commemoració anual de la Pasqua. Aquest títol li fou aplicat pel profeta Joan Baptista, durant l'episodi del baptisme de Jesús en el riu Jordà, segons els evangelis.

## Música
En ser una de les parts invariables de la missa, l'agnusdei és una de les oracions que és entonada amb més varietat musical. Depenent dels estils musicals, en monodia aquesta peça adopta formes variades, encara que, normalment, segueix les següents normes, marcades pel mateix text:
- Estructura ternària ABA: la melodia s'estableix per al primer vers; sobre el segon s'estableix una variació completa; i sobre el tercer es repeteix la fórmula primera, per concloure amb una coda que es desenvolupa sobre el Dona nobis pacem.
- Melodia melismàtica: en ser el text curt i repetitiu, la melodia sol desenvolupar llargues melodies sobre cada síl·laba llarga (el que correspondria a les síl·labes tòniques) i sobre les finals. A l'edat mitjana, durant la creació del cant gregorià, s'estableix un paral·lelisme d'aquesta forma amb els Kyries, també d'estructura ternària, i sobre ells es desenvolupen llargs trops.

## Iconografia

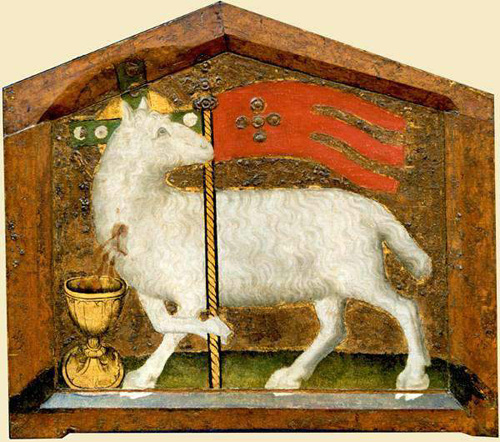
Representació simbòlica de l'Agnus Dei

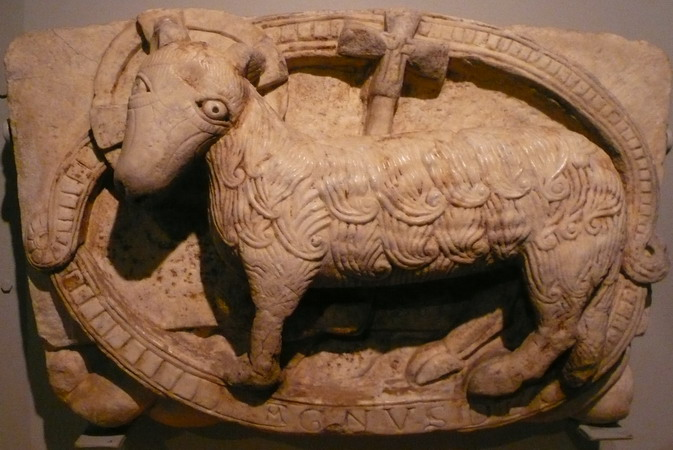
Agnus Dei del mestre de Cabestany procedent del monestir de Sant Pere de Rodes, actualment al Museu Frederic Marès

La representació de l'Agnus Dei a l'art cristià ha continuat, des dels primers temps, unes característiques fixes. Es tracta de la imatge d'un anyell amb el cap aureat, i moltes vegades ferit per una llança al pit o degollat, que agafa amb la seva pota davantera dreta un estendard coronat per una creu. D'aquest penja un pendó, bé amb el Crismó, bé amb la imatge d'una hòstia, bé amb una creu llatina. Originàriament sempre és representat dret, recolzat sobre tres potes i agafant l'estendard amb una altra, però apareix una altra forma de l'anyell tombat (en aquest cas, ferit o ja degollat).
Aquest signe cristià procedeix de les primitives comunitats que van patir persecució a l'època romana, i és un símbol del martiri com a imatge del sacrifici de Jesucrist a la Creu. Al costat del peix, el Bon Pastor i el Mestre, és la representació simbòlica més repetida a l'art paleocristià.
Als segles posteriors predomina l'ús del símbol amb referència a l'Apocalipsi. En aquestes representacions sempre apareix ferit o degollat (com si fos un anyell pasqual), en actitud de benedicció, sobre la imatge del Llibre dels Set Segells.

Escut d'Aiguaviva

D'altra banda, que qui hagués aplicat a Jesucrist la prefiguració de l'Anyell Pasqual fos sant Joan Baptista, és la causa que a moltes de les seves representacions iconogràfiques aparegui aquest sant duent un estendard amb un pendó que diu: Ecce Agnus Dei, ecce qui tollis pecata mundi (Jn 1,27).
Un tema religiós habitual des del Renaixement és la Verge amb Jesús i sant Joan Baptista d'infants. En aquest cas, el Nen Déu gairebé sempre apareix duent el mateix estendard de l'Agnus Dei, i el seu cosí amb una pellissa de pell de camell, una petxineta per batejar i assenyalant a Jesús.
L'heràldica europea l'ha emprat en nombroses ocasions i el continua utilitzant, especialment en referència a sant Joan, patró de les diverses poblacions que el fan servir com a senyal distintiu del seus escuts. A Catalunya, apareix als escuts d'Aiguaviva, l'Albagés, Alt Àneu, Arres, el Catllar, Isil i Alós, Matadepera, Nulles, la Pobla de Mafumet, Rodonyà, Sant Joan Despí o Viladecans. També és present als escuts valencians d'Alcalalí, Alginet, Beniardà, Beniarjó, Benicolet, Benissanó, Llanera de Ranes, Sant Joan d'Alacant, Sant Joan de Moró, Vallés o Xert, i als mallorquins de Calvià i Sant Joan.